# Mel
Das Mel (vom englischen Wort melody) ist die Maßeinheit für die psychoakustische Größe Tonheit mit dem Formelzeichen Z (oder z) und beschreibt die wahrgenommene Tonhöhe von Sinustönen, also die Tonhöhenwahrnehmung. Die Mel-Skala wurde 1937 von Stanley Smith Stevens, John Volkman und Edwin Newmann vorgeschlagen.

## Definitionen
Allgemein gilt für die Tonheit: ein Ton, der doppelt so hoch wahrgenommen wird, erhält den doppelten Tonheitswert, ein Ton, der als halb so hoch wahrgenommen wird, den halben Tonheitswert. So kann mit Hilfe psychoakustischer Versuche die Tonheitsskala bestimmt werden.
Für die Mel-Skala gibt es zwei Definitionen, die sich im Referenzwert unterscheiden:
- Basis der ursprünglichen Definition nach Stanley Smith Stevens ist der Ton mit der Frequenz f = 1000 Hertz, ihm wird die Tonheit Z = 1000 mel zugeordnet.[1]

Diese Mel-Skala kann mit folgender Formel approximativ beschrieben werden:
{\displaystyle {\begin{aligned}Z&=2595\cdot \log _{10}(1+f/700)\\\Leftrightarrow Z&=1127\cdot \ln(1+f/700)\\\Leftrightarrow f&=700\cdot \left[\exp \left({\frac {Z}{1127}}\right)-1\right]\end{aligned}}}
- Eberhard Zwicker definierte später eine Mel-Skala basierend auf der Bark-Skala mit dem musikalischen Ton c als Basis. Diesem Ton mit der Frequenz f = 131 Hertz wird die Tonheit Z = 131 mel zugeordnet. Später wurde erneut auf 125 Hz geändert. Auf diese Definition bezieht sich der restliche Artikel.

## Zusammenhang mit der Frequenz

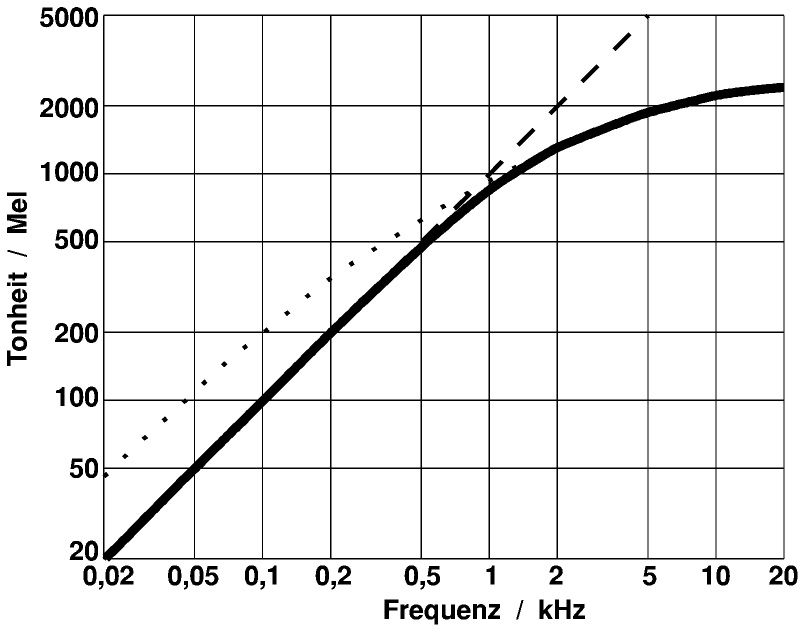
Zusammenhang zwischen wahrgenommener Tonhöhe (Tonheit in Mel) und Frequenz

Für den Zusammenhang zwischen Tonheit und Frequenz gilt:
- Für Frequenzen bis ca. 500 Hz verlaufen die Frequenzskala und die Mel-Skala nahezu proportional. Eine Verdopplung der Frequenz von 100 Hz auf 200 Hz führt somit zu einer Verdopplung der Tonheit von 100 mel auf 200 mel. D. h. ein musikalisches Intervall von einer Oktave entspricht hier einer Verdopplung der empfundenen Tonhöhe.
- Für Frequenzen größer als 500 Hz stehen Frequenz und Tonheit in einem nichtlinearen Zusammenhang (1000 Hz = 850 mel, 8000 Hz = 2100 mel).[5] So muss z. B. die Frequenz eines Tons von 1500 Hz auf 10.000 Hz erhöht werden, um eine Verdopplung der Tonheit von 1100 mel auf 2200 mel zu erreichen; hier ist für eine Verdopplung der empfundenen Tonhöhe also ein musikalisches Intervall von mehr als 2,5 Oktaven erforderlich. D. h. in diesem Frequenzbereich werden Tonintervalle kleiner wahrgenommen, als sie es musikalisch gesehen sind.
- Die wahrgenommene Tonhöhe von komplexen Tönen unterscheidet sich von derjenigen der bisher beschriebenen rein harmonischen Sinustöne. Bis zu einer Frequenz von 5 kHz ist sie – mit geringen Abweichungen – proportional zum Logarithmus der Frequenz. In diesem Bereich ist die „gerade noch wahrnehmbare Abweichung“ (JND, just noticable difference) für komplexe Töne approximativ konstant.[6]

## Gehörmechanismen zur Tonheitsbestimmung

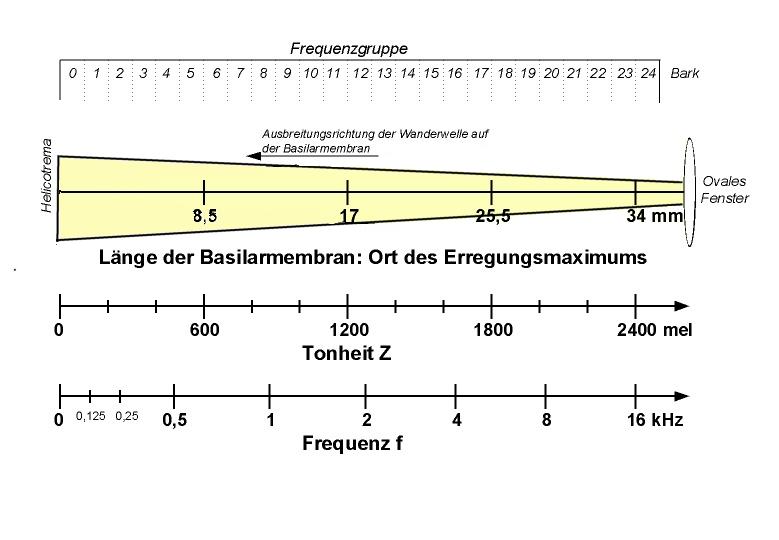
Zusammenhang zwischen Ort auf der Basilarmembran, Tonheit in Mel und Frequenz eines Tons

Das Gehör wendet unterschiedliche Mechanismen an, um Tonhöhen wahrzunehmen:
- bei Frequenzen unterhalb von 500…800 Hz wird vor allem die Zeitstruktur der Ohrsignale ausgewertet und zur Tonhöhenempfindung herangezogen. Hier folgt die Tonhöhenempfindung sehr genau der musikalischen Tonhöhe.
- bei Frequenzen oberhalb von 1600 Hz ist das Gehör nicht mehr in der Lage, die Zeitstruktur der Ohrsignale zu verfolgen. Hier wird die Tonhöhenempfindung aus der Position des Erregungsmaximums auf der Basilarmembran des Innenohrs abgeleitet, indem zwischen der Tonheit und dem Ort maximaler Schwingungsamplitude der Basilarmembran ein linearer Zusammenhang angenommen wird: gleichen Strecken auf der Basilarmembran entsprechen gleiche Tonheitsdifferenzen.
- bei Frequenzen etwa zwischen 800 und 1600 Hz überlappen sich die beiden beschriebenen Mechanismen.

## Empfindungsstufen
Im gesamten Hörbereich von 16 Hz bis 19.000 Hz lassen sich 620 Empfindungsstufen der Tonheit mit einer konstanten Breite von 3,9 mel unterscheiden. Damit umfasst der Hörbereich 2400 mel.
Ein weiteres Maß der Tonheit ist das Bark: 1 Bark = 100 mel {\displaystyle \Leftrightarrow } 1 mel = 0,01 Bark. Es ist die Basis der Bark-Skala für kritische Bänder (Frequenzgruppen). Eine weitere Frequenzgruppen-Skala ist die ERB-Skala.